# Sankt Margrethen
Sankt Margrethen is een gemeente en plaats in het Zwitserse kanton Sankt Gallen, en maakt deel uit van het district Rheintal.
Sankt Margrethen telt 5.314 inwoners.